# Guzek Oslera

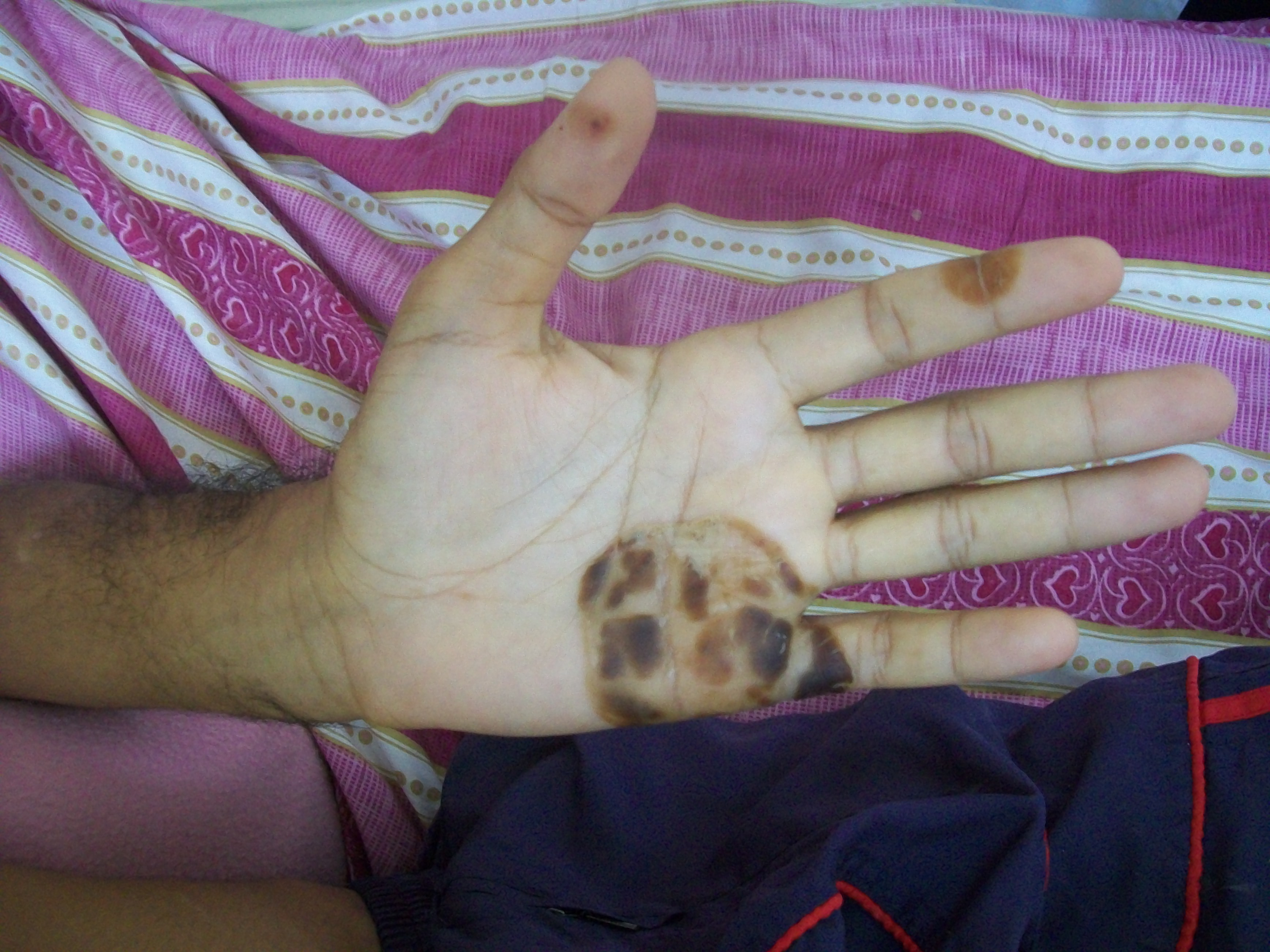
Guzki Oslera na ręce 43-letniego mężczyzny z bakteryjnym zapaleniem wsierdzia

Guzek Oslera – jeden z klasycznych, późnych i rzadkich objawów skórnych bakteryjnego zapalenia wsierdzia. Guzki Oslera są wielkości ziarna soczewicy, bolesne, czerwonawe, lokują się zwykle na palcach i ścięgnach, a przyczyną ich powstawania jest zapalenie drobnych naczyń krwionośnych uwarunkowane krążącymi we krwi kompleksami antygen-przeciwciało. Jeśli właściwe leczenie zostało podjęte dostatecznie szybko, guzki Oslera nie powstają. Guzki Oslera mogą również wystąpić w toczniu układowym. 
Nazwane na cześć Williama Oslera.